# Миленко Ђурић
Миленко Д. Ђурић (Земун, 29. јул 1894 − 1945) био је српски графичар, сликар и стручни писац.

## Биографија
Након завршене гимназије, од 1912. до 1916, учио је сликарство и графику у Уметничко-обртној школи у Загребу. Уз подршку општине Петроварадина наставио је студије на Краљевској академији у Прагу. Након повртака у Загреб, 1918. године, именован је за наставника декоративног сликарства на Обртној школи а касније за професора у II реалној гимназији у Загребу.
У периоду од 1920. до 1924. пропутовао је Немачку, Италију и Чешку. Писао је студије о графичкој уметности. Уређивао је алманах за сликарство, графику и скулптуру "Графичка уметност" (од 1921. "Умјетност") а од 1923. "Графичку ревију", у којој су претежно били заступљени прикази с подручја графичке уметности.
Био је графичар новчанице од 25 пара Југословенског динара.

## Галерија
- Акт са драперијом, 1917.
- Сарајево, 1923.
- Портрет жене, 1928.
- Портрет дечака, 1928.
- Са отока Крка, 1937.
- Екс либрис
- Портрет Милоша Н. Ђурића